# Gare d'Einvaux
La gare d'Einvaux est une gare ferroviaire française de la ligne de Blainville - Damelevières à Lure, située sur le territoire de la commune d'Einvaux, dans le département de Meurthe-et-Moselle en région Grand Est.
Elle est mise en service en 1857 par la Compagnie des chemins de fer de l'Est. C'est une halte voyageurs de la Société nationale des chemins de fer français (SNCF) desservi par des trains TER Grand Est.

## Situation ferroviaire
Établie à 287 m d'altitude, la gare d'Einvaux est située au point kilométrique (PK) 7,482 de la ligne de Blainville - Damelevières à Lure, entre les gares de Blainville - Damelevières et de Bayon.

## Histoire
La station d'Einvaux est mise en service le 24 juin 1857 par la Compagnie des chemins de fer de l'Est, lorsqu'elle ouvre à l'exploitation la section de Blainville à Épinal.

## Fréquentation
De 2015 à 2024, selon les estimations de la SNCF, la fréquentation annuelle de la gare s'élève aux nombres indiqués dans le tableau ci-dessous.
| Année     | 2015  | 2016  | 2017  | 2018  | 2019  | 2020  | 2021  | 2022  | 2023  | 2024  |
| --------- | ----- | ----- | ----- | ----- | ----- | ----- | ----- | ----- | ----- | ----- |
| Voyageurs | 8 766 | 6 779 | 5 343 | 5 113 | 5 387 | 3 416 | 3 098 | 4 821 | 6 028 | 4 842 |

## Service des voyageurs

### Accueil
Halte SNCF, c'est un point d'arrêt non géré (PANG) à accès libre.

### Desserte
Einvaux est desservie par les trains TER Grand Est qui effectuent des missions entre les gares : de Nancy-Ville et d'Épinal, ou de Remiremont.

### Intermodalité
Le stationnement des véhicules est possible à proximité de l'entrée de la halte.